# Кристал-Спрингс (Флорида)
Кристал-Спрингс (англ. Crystal Springs) — статистически обособленная местность, расположенная в округе Паско (штат Флорида, США) с населением в 1175 человек по статистическим данным переписи 2000 года.

## География
По данным Бюро переписи населения США статистически обособленная местность Кристал-Спрингс имеет общую площадь в 14,5 квадратных километров, водных ресурсов в черте населённого пункта не имеется.
Статистически обособленная местность Кристал-Спрингс расположена на высоте 23 м над уровнем моря.

## Демография
По данным переписи населения 2000 года в Кристал-Спрингс проживало 1175 человек, 312 семей, насчитывалось 427 домашних хозяйств и 474 жилых дома. Средняя плотность населения составляла около 81,03 человек на один квадратный километр. Расовый состав населённого пункта распределился следующим образом: 93,62 % белых, 0,60 % — чёрных или афроамериканцев, 0,68 % — коренных американцев, 0,09 % — азиатов, 1,96 % — представителей смешанных рас, 3,06 % — других народностей. Испаноговорящие составили 5,36 % от всех жителей статистически обособленной местности.
Из 427 домашних хозяйств в 34,0 % воспитывали детей в возрасте до 18 лет, 56,2 % представляли собой совместно проживающие супружеские пары, в 10,8 % семей женщины проживали без мужей, 26,7 % не имели семей. 19,9 % от общего числа семей на момент переписи жили самостоятельно, при этом 7,7 % составили одинокие пожилые люди в возрасте 65 лет и старше. Средний размер домашнего хозяйства составил 2,75 человек, а средний размер семьи — 3,15 человек.
Население статистически обособленной местности по возрастному диапазону по данным переписи 2000 года распределилось следующим образом: 27,1 % — жители младше 18 лет, 8,3 % — между 18 и 24 годами, 29,2 % — от 25 до 44 лет, 24,3 % — от 45 до 64 лет и 11,1 % — в возрасте 65 лет и старше. Средний возраст жителей составил 36 лет. На каждые 100 женщин в Кристал-Спрингс приходилось 102,9 мужчин, при этом на каждые сто женщин 18 лет и старше приходилось 100,7 мужчин также старше 18 лет.
Средний доход на одно домашнее хозяйство статистически обособленной местности составил 42 578 долларов США, а средний доход на одну семью — 44 688 долларов. При этом мужчины имели средний доход в 33 750 долларов США в год против 19 583 доллара среднегодового дохода у женщин. Доход на душу населения статистически обособленной местности составил 42 578 долларов в год. 3,5 % от всего числа семей в населённом пункте и 9,8 % от всей численности населения находилось на момент переписи населения за чертой бедности, при этом 7,4 % из них были моложе 18 лет и 9,5 % — в возрасте 65 лет и старше.